# Top Model of the World 2015
Top Model of the World 2015 fue la 22.ª edición del certamen Top Model of the World, correspondiente al año 2015; la cual se llevó a cabo el 4 de septiembre en El Gouna, Egipto. Candidatas de 47 países y territorios autónomos compitieron por el título. Al final del evento, Anrónet Ann Roelofsz, segunda finalista de Top Model of the World 2014 de Sudáfrica, coronó a Elena Kosmina, de Ucrania. Tania Valencia Cuero no pudo coronar a su sucesora por problemas con su visa.

## Resultados
| Posiciones                  | Candidata |
| --------------------------- | --- |
| Top Model of the World 2015 | - Ucrania - Elena Kosmina |
| Primera Finalista           | - Bahamas - Celeste Marshall |
| Segunda Finalista           | - Venezuela - Irene Valeria Velásquez López |
| Tercera Finalista           | - Brasil - Stephany Pim Souza Silva |
| Cuarta Finalista            | - Puerto Rico - Madison Sara Anderson Berríos |
| Top 17                      | - Argentina - María Giovanna Mansutti - Canadá - Michelle McKay - Caribe - Ashley Michelle Ruiz Rodríguez - Colombia - Jessica Paola Castañeda Guevara - España - Pilar Magro Nogales - Honduras - Yunabel Unzu Benard - Isla del Coco - Karla Paola Chacón Fuentes - Malta - Jade Cini - Mar Báltico - Selina Kriechbaum - Mongolia - Khaliunaa Taravchamba Munkhsoyol - Trinidad y Tobago - Athaliah Tizrah Samuel - Zambia - Christina Sakala |

## Premios especiales
| Premio                  | Candidata                                     |
| ----------------------- | --------------------------------------------- |
| Miss Fotogénica         | - Italia - Concetta Notarstefano              |
| Mejor Traje Nacional    | - Bahamas - Celeste Marshall                  |
| Mejor en Traje de Noche | - Puerto Rico - Madison Sara Anderson Berríos |
| Mejor Cuerpo            | - Canadá - Michelle McKay                     |
| Miss Globe              | - Brasil - Stephany Pim Souza Silva           |
| Reina de Europa         | - Mar Báltico - Selina Kriechbaum             |

## Candidatas
47 candidatas compitieron por el título:
(En la tabla se utiliza su nombre completo, los sobrenombres van entrecomillados y los apellidos utilizados como nombre artístico, entre paréntesis; fuera de ella se utilizan sus nombres «artísticos» o simplificados).
| País/Territorio      | Candidata                        | Edad | Estatura | Residencia         |
| -------------------- | -------------------------------- | ---- | -------- | ------------------ |
| Alemania             | Shanila Ademi                    | 26   | 1.76 m   | Múnich             |
| Argentina            | María Giovana Mansutti           | 18   | 1.80 m   | Corrientes         |
| Armenia              | Lilit Martirosyan                | 26   | 1.81 m   | Ereván             |
| Australia            | Poppy Ford-Jenkins               | 19   | 1.76 m   | Brunswick East     |
| Bahamas              | Celeste Marshall                 | 23   | 1.82 m   | Nasáu              |
| Bélgica              | Melissa Engels                   | 21   | 1.79 m   | Sint-Niklaas       |
| Bielorrusia          | Valeriya Boldyrava               | 25   | 1.75 m   | Minsk              |
| Brasil               | Stephany Pim Souza Silva         | 22   | 1.73 m   | Vitória            |
| Bulgaria             | Rumi Petrova                     |      | 1.74 m   | Sofía              |
| Canadá               | Michelle McKay                   | 24   | 1.73 m   | Sarnia             |
| Caribe               | Ashley Michelle Ruiz Rodríguez   | 26   | 1.78 m   | Rincón             |
| Colombia             | Jessica Paola Castañeda Guevara  | 23   | 1.78 m   | Popayán            |
| Dinamarca            | Anne-Sofia Damsbo Jensen         | 26   | 1.78 m   | Copenhague         |
| Egipto               | Sarah Bombosh                    | 21   | 1.81 m   | El Cairo           |
| España               | Pilar Magro Nogales              | 20   | 1.85 m   | Badajoz            |
| Estados Unidos       | Gladys Lobillo                   | 26   | 1.73 m   | Nueva York         |
| Filipinas            | Kim Fyfe                         | 20   | 1.73 m   | Geelong            |
| Francia              | Marion Amélineau                 | 26   | 1.76 m   | Givrand            |
| Georgia              | Inga Tsatzriani                  | 26   | 1.73 m   | Tiflis             |
| Ghana                | Abigail Baciara Bentie           | 23   | 1.78 m   | Wa                 |
| Honduras             | Yunabel Unzu Benard              |      | 1.75 m   | San Pedro Sula     |
| India                | Simran Mahendrawal               | 20   | 1.75 m   | Mussoorie          |
| Isla del Coco        | Karla Paola Chacón Fuentes       | 24   | 1.73 m   | San José           |
| Italia               | Concetta Notarstefano            | 20   | 1.74 m   | Lucera             |
| Líbano               | Cedra Khadra                     | 23   | 1.73 m   | Beirut             |
| Malta                | Jade Cini                        | 20   | 1.74 m   | La Valeta          |
| Mar Báltico          | Selina Kriechbaum                | 19   | 1.75 m   | Fráncfort del Meno |
| Mauricio             | Danika Korail Atchia             | 20   | 1.70 m   | Port Louis         |
| Moldavia             | Crina Verikna Stîncă             | 24   | 1.78 m   | Briceni            |
| Mongolia             | Khaliunaa Taravchamba Munkhsoyol | 21   | 1.75 m   | Ulán Bator         |
| Noruega              | Lene Okkerstrøm                  | 26   | 1.78 m   | Haugesund          |
| Panamá               | Stephanie Johana Jirón Herrera   | 24   | 1.70 m   | La Chorrera        |
| Paraguay             | Ariadna Patricia Medina Venialgo | 18   | 1.72 m   | Asunción           |
| Puerto Rico          | Madison Sara Anderson Berríos    | 19   | 1.78 m   | Toa Baja           |
| República Dominicana | Anyelina Mariel Sánchez Guzmán   | 24   | 1.75 m   | Santo Domingo      |
| Rumania              | Maria Podut                      | 19   | 1.75 m   | Baia Mare          |
| Rusia                | Alisa Manenok                    | 20   | 1.82 m   | Vladivostok        |
| Serbia               | Tatjana Bašević                  | 20   | 1.73 m   | Belgrado           |
| Sudáfrica            | Chalize Van Zijl                 | 19   | 1.73 m   | Johannesburgo      |
| Suecia               | Michelle Vahlberg                | 20   | 1.75 m   | Västerås           |
| Tanzania             | Esther Albert Mgoe               | 22   | 1.73 m   | Dar es-Salam       |
| Trinidad y Tobago    | Athaliah Tizrah Samuel           | 27   | 1.74 m   | Puerto España      |
| Ucrania              | Elena Kosmina                    | 20   | 1.75 m   | Poltava            |
| Venezuela            | Irene Valeria Velásquez López    | 21   | 1.79 m   | La Guaira          |
| Vietnam              | Nguyễn Thị Anh                   | 22   | 1.83 m   | Hanói              |
| Zambia               | Christina Sakala                 | 18   | 1.75 m   | Lusaka             |
| Zimbabue             | Panashe Pfende                   | 22   | 1.80 m   | Harare             |

### Candidatas retiradas
- Albania - Erisa Pellumbi
- Atlántico Sur - Sol Aguilar
- Botsuana - Precious Kavezedi
- Etiopía - Kisanet Teklehaimanot
- Haití - Immaculene Carmelo
- Inglaterra - Sophie Renee Brizell McNeill
- Nigeria - Franca Elechi
- Polonia - Magdalena Michalak
- Reino Unido - Phoebe Rose Barrett
- San Marino - Olga Matsyna
- Turquía - Yasemin Askin

### Candidatas reemplazadas
- Bélgica - Kiani Plattenbos fue reemplazada por Melissa Engels.
- Bulgaria - Mina Popova fue reemplazada por Rumi Petrova.
- Filipinas - Eva Psychee Soroño Patalinjug fue reemplazada por Kim Fyfe.
- Ucrania - Julia Mikitjuk fue reemplazada por Elena Kosmina.

## Datos acerca de las delegadas
- Algunas de las delegadas de Top Model of the World 2015 han participado en otros certámenes internacionales de importancia:
  - Shanila Ademi (Alemania) participó sin éxito en Miss Eco Internacional 2017 representando a Albania.
  - Lilit Martirosyan (Armenia) participó sin éxito en Miss Globe 2014, Miss Tierra 2015 y Miss Intercontinental 2016.
  - Celeste Marshall (Bahamas) participó sin éxito en Miss Universo 2012.
  - Stephany Pim Souza Silva (Brasil) participó sin éxito en Miss Eco Internacional 2017.
  - Ashley Michelle Ruiz Rodríguez (Caribe) fue tercera finalista en Beauty of the World 2010, representando a Estados Unidos, y participó sin éxito en Miss Internacional 2012, representando a Puerto Rico.
  - Kim Fyfe (Filipinas) fue semifinalista en Miss Turismo Mundo 2019 representando a Australia.
  - Marion Amélineau (Francia) participó sin éxito en Miss Internacional 2012 y Miss Princess of the World 2014.
  - Inga Tsatzriani (Georgia) participó sin éxito en Miss Yacht Internacional 2011 y Miss Internacional 2014.
  - Yunabel Unzu Benard (Honduras) fue semifinalista en Miss Panamerican Internacional 2013, cuarta finalista en Miss Latinoamérica 2014 y primera finalista en Miss Piel Dorada Internacional 2014.
  - Karla Paola Chacón Fuentes (Isla del Coco) fue ganadora de Miss Turismo Intercontinental 2015 y participó sin éxito en Miss Supranacional 2016, Miss Internacional 2017 y Miss Universo 2019, en estos certámenes representando a Costa Rica.
  - Cedra Khadra (Líbano) participó sin éxito en Miss Eco Internacional 2018.
  - Jade Cini (Malta) participó sin éxito en Miss Intercontinental 2013, Miss Model of the World 2014, Best Model of the World 2015, Miss Intercontinental 2016 y Miss Universo 2021.
  - Selina Kriechbaum (Mar Báltico) participó sin éxito en Miss Mundo 2016 y en el Reinado Internacional del Café 2016 y segunda finalista en Miss Global 2017, en estos certámenes representando a Alemania.
  - Crina Verikna Stîncă (Moldavia) participó sin éxito en Miss Intercontinental 2015, Miss Turismo Queen Internacional 2015, Miss Tierra 2016, representando a Rumania, y Top Model of the World 2017.
  - Khaliunaa Taravchamba Munkhsoyol (Mongolia) participó sin éxito en Miss Grand Internacional 2015.
  - Lene Okkerstrøm (Noruega) participó sin éxito en Miss Intercontinental 2009, Miss Model of the World 2010 y Miss Turismo Internacional 2011.
  - Madison Sara Anderson Berríos (Puerto Rico) fue tercera finalista en Miss Grand Internacional 2016 y primera finalista en Miss Universo 2019.
  - Anyelina Mariel Sánchez Guzmán (República Dominicana) fue semifinalista en Miss Continentes Unidos 2013.
  - Alisa Manenok (Rusia) fue semifinalista en Miss Internacional 2016, primera finalista en Supermodel Internacional 2016, ganadora de World Beauty Queen 2018 y Miss Tierra - Fuego en Miss Tierra 2019, en este último representando a Bielorrusia.
  - Michelle Vahlberg (Suecia) participó sin éxito en Miss Super Globe 2019.
  - Athaliah Tizrah Samuel (Trinidad y Tobago) participó sin éxito en Miss Mundo 2012 y Miss Intercontinental 2014.
  - Nguyễn Thị Anh (Vietnam) fue semifinalista en Miss Globe 2013 y tercera finalista en Miss Onelife 2019.

## Sobre los países en Top Model of the World 2015

### Naciones debutantes
- Isla del Coco

### Naciones que regresan a la competencia
Compitió por última vez en 1998:
- Panamá

Compitió por última vez en 2000:
- Trinidad y Tobago

Compitió por última vez en 2004:
- Líbano

Compitió por última vez en 2006/2007:
- Moldavia

Compitió por última vez en 2007/2008:
- Egipto

Compitió por última vez en 2008/2009:
- Georgia

Compitieron por última vez en 2009/2010:
- Malta
- Noruega

Compitieron por última vez en 2010/2011:
- Armenia
- Bulgaria

Compitieron por última vez en 2011/2012:
- Argentina
- Brasil
- Vietnam

Compitieron por última vez en 2013:
- Caribe
- España
- Filipinas
- Ghana
- República Dominicana
- Serbia
- Ucrania
- Venezuela
- Zambia
- Zimbabue

### Naciones ausentes
| - Albania - Botsuana - Cáucaso - China - El Salvador - Etiopía - Gales - Inglaterra - Jamaica - Kosovo | - Letonia - Macedonia - Mediterráneo - Montenegro - Nigeria - Portugal - Sri Lanka - Tailandia - Taiwán - Turquía |